# Esquirol llistat roig
L'esquirol llistat roig (Neotamias rufus) és una espècie d'esquirol petit que es troba a Colorado, Utah i Nou Mèxic, al sud-oest dels Estats Units.